# أنيتا فاغنر
أنيتا فاغنر (بالألمانية: Anita Wagner) (و. 1960  م) هي مغنية نمساوية، ولدت في شتايرمارك، شاركت في مسابقة الأغنية الأوروبية 1984، بدأت مشوارها المهني سنة 1984.

## روابط خارجية
- أنيتا فاغنر على موقع ميوزك برينز (الإنجليزية)
- أنيتا فاغنر على موقع ديسكوغز (الإنجليزية)